# Vestarca

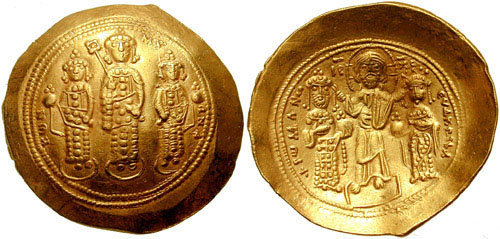
Histameno de r. com os coimperadores Andrônico e Constâncio Ducas

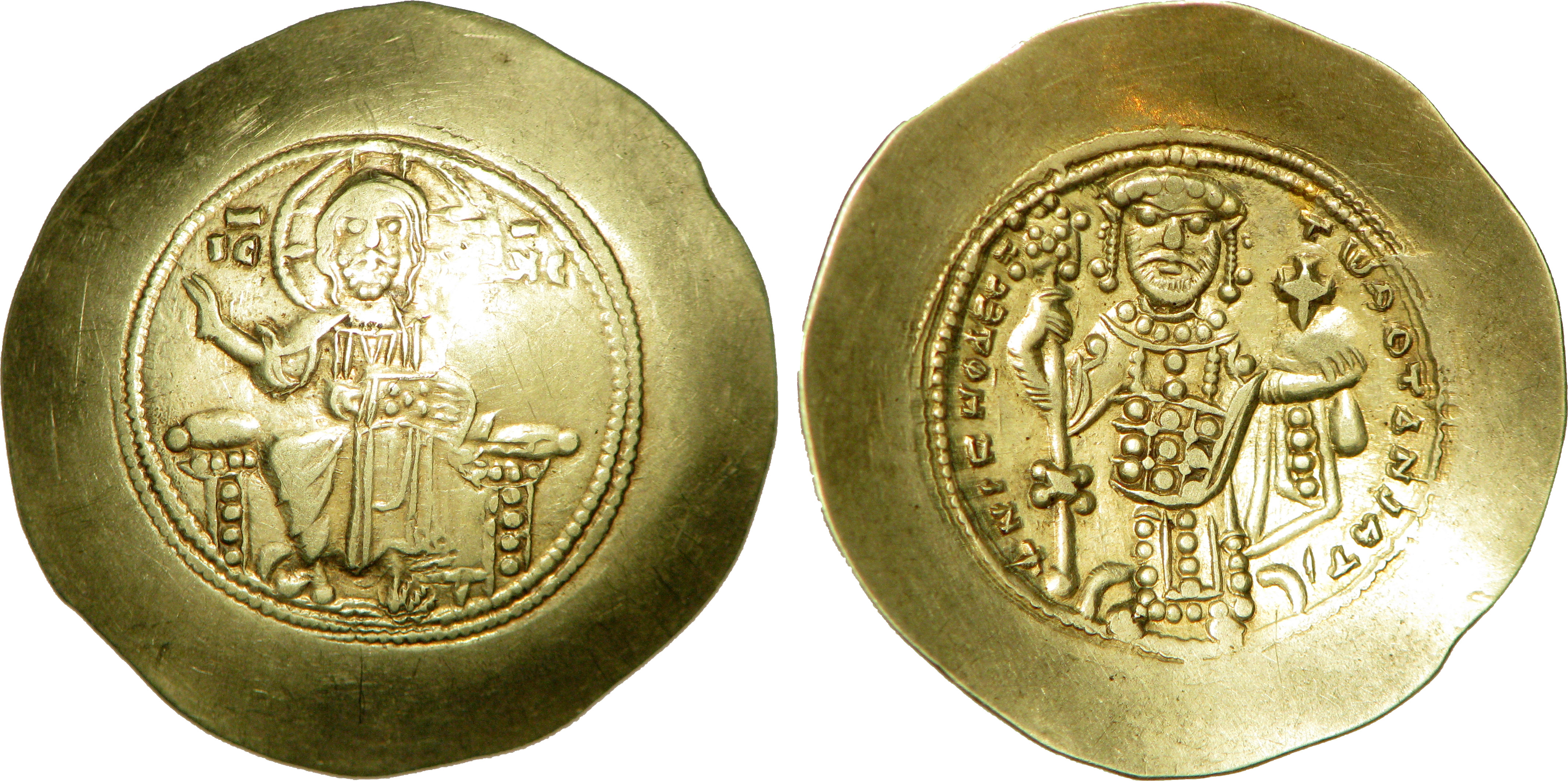
Histameno de r.

Vestarca (em grego: βεστάρχης; romaniz.: Vestarches) foi uma dignidade honorífica bizantina sênior em uso do final do século X ao começo do XII. O termo vestarca significa "chefe dos vestas", outro grupo de altas dignidades cortesãs. Etimologicamente estes termos estão relacionados com vestiário, o guarda-roupa imperial, mas apesar de tentativas anteriores para conectar os vestas/vestarca com os oficiais do vestiário, essa relação parece não existir.
O vestarca é mencionado pela primeira vez no Escorial Taktikon, uma lista de ofícios e títulos cortesãos e suas precedências compilada nos anos 970. Inicialmente, foi restrito para eunucos cortesãos seniores, mas veio a ser concedido para oficiais seniores bem depois de meados do século XI. Seus titulares incluíam generais famosos tais como Miguel Burtzes, Nicéforo Melisseno, e possivelmente também os futuros imperadores Romano IV Diógenes (r. 1068–1071) e Nicéforo III Botaniates (r. 1078–1081), mas também alguns oficiais judiciais seniores de Constantinopla.
Na hierarquia palaciana, esteve entre o título de magistro e de vesta, mas foi desvalorizado com a inflação geral de prêmios durante as últimas décadas do século XI: na virada do século, o novo título de protovestarca (em grego: πρωτοβεστάρχης; romaniz.: prōtovestarchēs; "primeiro vestarca") é atestado como sendo concedido para juízes e notários. Ambos os títulos estão em evidência no começo do século XII, mas aparentemente caíram completamente em desuso logo depois.